# Herbert Albert
Herbert Albert (* 26. Dezember 1903 in Lausigk; † 15. September 1973 in Bad Reichenhall) war ein deutscher Pianist und Dirigent.

## Leben
Er studierte in Bremen bei Manfred Gurlitt, in Hamburg und in Leipzig. Nach seiner Ausbildung bei Karl Muck in Hamburg sowie bei Hermann Grabner und Ilse Fromm-Michaels und Robert Teichmüller in Leipzig debütierte Albert zunächst als Pianist, wandte sich aber schnell der Laufbahn eines Dirigenten zu. 1926 bis 1934 war er nacheinander Kapellmeister in Rudolstadt, Kaiserslautern und Wiesbaden. 1933 wurde er zum Ersten städtischen Kapellmeister in Baden-Baden ernannt, wo er das Internationale Zeitgenössische Musikfest etablierte, das 1936 zum ersten Mal über die Bühne ging. 1937 wechselte er als Generalmusikdirektor an die Staatsoper Stuttgart und 1944 an die Oper Breslau.
Nach dem Krieg war er von 1946 bis 1948 Gewandhauskapellmeister in Leipzig. 1947 dirigierte er dort die Uraufführung der Orchestervariationen über ein Thema von Paganini von Boris Blacher. 1950–1952 wirkte er als Generalmusikdirektor in Graz und 1952–1963 am Nationaltheater Mannheim, dessen Neubau am 13. Januar 1957 mit Webers Freischütz unter seiner Leitung eröffnet wurde.
Ab 1963 übernahm Herbert Albert als ausgezeichneter Pianist häufig bei Klavierkonzerten den Solopart und dirigierte das Orchester vom Flügel aus.